# Mia Guldhammer
Mia Guldhammer (født 1978[kilde mangler]) er en dansk balladesanger og musiker, som er kendt for sit arbejde med traditionel folkemusik og sang. Hun har specialiseret sig i at fremføre, bevare og videreføre gamle danske ballader og folkesange.
Guldhammer er aktiv i forskellige musikprojekter og samarbejder med andre musikere inden for folkemusikgenren, bl.a. Morten Alfred Høirup, Kristian Bugge, Poul Lendal, Kristine Heebøll, middelalderorkesteret Virelai, folktronicabandet Mallebrok, duoen Grabow & Guldhammer, Marie Länne Persson (SE), Olaf Moen (NO), Sofia Sandén (SE), samt den bretonske kvartet Dour/Le Pottier (FR).
Sammen med Sara Grabow modtog hun i 2023 Traditionsprisen, samt Årets Danske Rootstrack for sangen "Fuglens varsel" ved DMA Roots.

## Hæder
DMA Roots
| År   | Modtager/nomineret arbejde    | Pris                    | Resultat  |
| ---- | ----------------------------- | ----------------------- | --------- |
| 2016 | Mia Guldhammer                | Årets Sanger (vokalist) | Nomineret |
| 2023 | "Fuglens Varsel" (med Grabow) | Årets Danske Rootstrack | Vundet    |
| 2023 | Grabow & Guldhammer           | Årets Traditionspris    | Vundet    |

## Diskografi
Med Virelai
- I danser vel (2014)
- Ravn fører runer (2023)

Med Morten Alfred Høirup
- Tral, Tråd & Traditioner (2021)